# Ala (muralla)
En el ámbito militar, se llama ala a un lado o tramo de una obra coronada o tenaza.
Esta parte débil por sí misma, obtiene su defensa del cuerpo de la plaza y de las obras exteriores. Se la alinea o bien por la cara del bastión o bien por la de la media luna.
La defensa del ala es tanto más fácil, cuanto tiene menos longitud. Con todo, no sería conveniente disminuirla de tal modo que quedase demasiado poco espacio para las tropas, en el interior de la obra. Si el terreno obliga a hacerlas más largas, algunos autores aconsejan construir allí un redan o espaldón. Este recurso es bien débil, pues el redan , estando él mismo sin defensa y expuesto al fuego del enemigo, se arruinará bien pronto. Así vale más defender el ala demasiado larga con alguna obra exterior como contra guardia o reducto, según la naturaleza del terreno.